# Genuspedagogik
Genuspedagogik (sammansatt av begreppen genus och pedagogik) är ett samlingsnamn för metoder som syftar till att synliggöra hur föreställningar om socialt kön påverkar pojkars respektive flickors förutsättningar för lärande. Ofta syftar den till att motverka stereotypa könsnormer.
Genuspedagog kallas den som arbetar med genuspedagogik. Förhållningssättet har även kritiserats från flera håll, och utbildningsvolymen i Sverige minskade efter en inledande satsning i början av 2000-talet.
Sveriges regering tillsatte den 18 juni 2008 en delegation med uppdraget att bland annat "identifiera områden där ytterligare kunskap om jämställdhet och genus behövs" inom skolan.